# Dappula I
Dappula I fou rei d'Anuradhapura (Sri Lanka) del 661 al 664. Era germà d'Aggabodhi III al que havia succeït com a governant a Ruhunu i a la mort (per malaltia) de Kassapa II, el va succeir a Anuradhapura. Els ancestres de Dappula havien estat caps notables de Ruhuna. Estava casat amb una germana del rei Silameghavama.
El rei difunt tenia diversos fills entre els quals el gran era Manaka. Però quan el rei es va posar malalt i va quedar a les portes de la mort tots els seus fills eren encara joves i llavors va cridar al seu nebot Mana, fill de Dappula I, un home reputat per ser bon administrador, que vivia a Ruhunu, i li va encarregar la regència del regne i la custodia dels seus fills. Quan Kassapa II va morir, Dappula fou proclamat rei.
El regent, Mana era de l'opinió que l'estat agitat del país era a causa de la intervenció del alts càrrecs indis i a les seves intrigues i inquietuds i els va privar de tot poder i càrrecs al país. Com a resultat els indis, que començaven a ser un element influent a la capital, es van revoltar aprofitant que Mana era a Ruhunu. Es van apoderar de la capital i la van mantenir fins que les dissensions entre ells van esclatar. Llavors Mana, amb l'ajut del seu pare Dappula, germà i successor d'Agabodhi III a Ruhunu, va poder recuperar el control i sotmetre als rebels. Després d'això Dappula va ser coronat rei d'Anuradhapura.
Després de la pujada al tron de Dappula I va arribar una breu època de tranquil·litat però aviat els indis (generalment tàmils) van començar a conspirar i van fer aliança amb Hattha Dhata un nebot de Dathopa Tissa I, que estava refugiat a l'Índia des que el seu oncle fou mort en batalla. El tàmils es van revoltar a la capital moment que va aprofitar el pretendent per presentar-se amb mercenaris indis i ocupar sense oposició la ciutat. Mana va fugir a l'est del país i Dappula va retornar a Ruhunu. Hattha Dhata es va proclamar rei agafant el nom Dathopa Tissa II.
Després de tres anys Mana va aconseguir aixecar un exèrcit a l'est del país que esperava que guanyaria a les forces de Hattha Dhata; va rebre reforços del seu pare i va prendre posicions a Tipucullasa, on fou atacat per Dathopa Tissa II, i després d'una batalla ferotge la victòria es va inclinar a favor de Dathopa Tissa II i els tàmils. Mana va morir en la lluita. Dappula no va tardar en morir afectat per la mort del seu fill (vers 667 o 668).